# 49e brigade d'artillerie (Ukraine)
Pour les articles homonymes, voir 49e brigade.
La 49e brigade d'artillerie (en ukrainien : 49-ма окрема артилерійська бригада, abrégé en 49 ОАБр ; numéro d'unité militaire А0157) est une grande unité des troupes d'artillerie des Forces terrestres ukrainiennes.

## Historique
La brigade est créée le 7 septembre 2022. À partir de la fin février 2023, plusieurs de ses unités bénéficient d'entraînements au Royaume-Uni et en Allemagne.
Son armement principal est composé d'obusiers automoteurs 2S3 Akatsiya de 152 mm, d'obusiers tractés 2A65 Msta-B de 152 mm, d'automoteurs AS-90 de 155 mm livrés par les Britanniques et de TRG-230 (en) de 230 mm achetés en Turquie. À la mi-septembre 2023, la brigade serait encore à l'instruction près de Poltava, loin du front.

## Structure
- État-major de la brigade et son QG ;
- batterie de contrôle (conduite du tir) ;
- 1re divizion[6] d'artillerie ;
- 2e divizion d'artillerie ;
- 3e divizion d'artillerie ;
- divizion de reconnaissance d'artillerie (pour l'acquisition de cibles) ;
- compagnie du génie (pour la préparation des positions de tir) ;
- compagnie de maintenance (entretien et réparation) ;
- compagnie de logistique (notamment le transport des munitions) ;
- compagnie de transmissions ;
- compagnie de radar (pour les tirs de contrebatterie) ;
- compagnie médicale (soins et évacuation) ;
- compagnie de protection NBC[7].